# Chaufour-lès-Bonnières
Chaufour-lès-Bonnières és un municipi francès, situat al departament d'Yvelines i a la regió de Illa de França. L'any 2007 tenia 405 habitants.
Forma part del cantó de Bonnières-sur-Seine, del districte de Mantes-la-Jolie i de la Comunitat de comunes Les Portes de l'Île-de-France.

## Demografia

### Població
El 2007 la població de fet de Chaufour-lès-Bonnières era de 405 persones. Hi havia 148 famílies, de les quals 24 eren unipersonals (16 homes vivint sols i 8 dones vivint soles), 40 parelles sense fills, 76 parelles amb fills i 8 famílies monoparentals amb fills.
La població ha evolucionat segons el següent gràfic:
Habitants censats

### Habitatges
El 2007 hi havia 169 habitatges, 149 eren l'habitatge principal de la família, 11 eren segones residències i 9 estaven desocupats. 159 eren cases i 10 eren apartaments. Dels 149 habitatges principals, 130 estaven ocupats pels seus propietaris, 13 estaven llogats i ocupats pels llogaters i 6 estaven cedits a títol gratuït; 4 tenien una cambra, 8 en tenien dues, 12 en tenien tres, 30 en tenien quatre i 95 en tenien cinc o més. 112 habitatges disposaven pel capbaix d'una plaça de pàrquing. A 54 habitatges hi havia un automòbil i a 86 n'hi havia dos o més.

### Piràmide de població
La piràmide de població per edats i sexe el 2009 era:
| Homes | Edats   | Dones |
| ----- | ------- | ----- |
| 0     | 95 o +  | 0     |
| 0     | 90 a 94 | 0     |
| 0     | 85 a 89 | 0     |
| 4     | 80 a 84 | 4     |
| 4     | 75 a 79 | 0     |
| 8     | 70 a 74 | 4     |
| 4     | 65 a 69 | 0     |
| 4     | 60 a 64 | 8     |
| 12    | 55 a 59 | 8     |
| 8     | 50 a 54 | 16    |
| 36    | 45 a 49 | 28    |
| 20    | 40 a 44 | 12    |
| 12    | 35 a 39 | 16    |
| 16    | 30 a 34 | 12    |
| 12    | 25 a 29 | 8     |
| 4     | 20 a 24 | 8     |
| 8     | 15 a 19 | 20    |
| 16    | 10 a 14 | 0     |
| 12    | 5 a 9   | 12    |
| 16    | 0 a 4   | 12    |

## Economia
El 2007 la població en edat de treballar era de 290 persones, 227 eren actives i 63 eren inactives. De les 227 persones actives 214 estaven ocupades (115 homes i 99 dones) i 13 estaven aturades (6 homes i 7 dones). De les 63 persones inactives 23 estaven jubilades, 21 estaven estudiant i 19 estaven classificades com a «altres inactius».

### Ingressos
El 2009 a Chaufour-lès-Bonnières hi havia 144 unitats fiscals que integraven 415 persones, la mediana anual d'ingressos fiscals per persona era de 22.916 €.

### Activitats econòmiques
Dels 19 establiments que hi havia el 2007, 1 era d'una empresa alimentària, 1 d'una empresa de fabricació d'altres productes industrials, 5 d'empreses de construcció, 2 d'empreses de comerç i reparació d'automòbils, 3 d'empreses d'hostatgeria i restauració, 2 d'empreses immobiliàries, 4 d'empreses de serveis i 1 d'una empresa classificada com a «altres activitats de serveis».
Dels 6 establiments de servei als particulars que hi havia el 2009, 1 era un taller de reparació d'automòbils i de material agrícola, 1 paleta, 1 lampisteria, 2 electricistes i 1 restaurant.
L'únic establiment comercial que hi havia el 2009 era una fleca.
L'any 2000 a Chaufour-lès-Bonnières hi havia 3 explotacions agrícoles que ocupaven un total de 297 hectàrees.

## Equipaments sanitaris i escolars
El 2009 hi havia una escola elemental.

## Poblacions més properes
El següent diagrama mostra les poblacions més properes.